# Aeroportul Rafael Hernández
Aeroportul Rafael Hernández (IATA: BQN, ICAO: TJBQ, FAA LID: BQN) este un aeroport din Aguadilla⁠(d), Puerto Rico, Statele Unite ale Americii ce deservește zona Aguadilla⁠(d). Aeroportul a fost tranzitat în septembrie 2020 de 35 de pasageri. A fost numit după Rafael Hernández Marín⁠(d).
Situat la o altitudine de 72 m, aeroportul dispune de 1 pistă.

## Infrastructură

### Piste
Aeroportul dispune de o singură pistă. Pista 08/26 are dimensiunile 11.702 picioare × 200 picioare. 